# Liliane Raspail
Pour les articles homonymes, voir Raspail.
Liliane Raspail, née en 1935 à Chemora dans la wilaya de Batna, est une écrivaine algérienne d'origine française. 
Elle a écrit Fille de Chemora.

## Biographie
Issue d'une famille de pieds-noirs, elle naît à Chemora, mais alors qu'elle a douze ans, elle doit partir pour l'Auvergne. De retour en Algérie à l'âge adulte, elle choisit en 1958 l'engagement en faveur de la libération de l'Algérie.
Elle quitte l'Algérie en 1994, lors de la décennie noire. Elle publie deux romans inspirés de sa vie et de celle de sa mère.

## Œuvres
- La Chaouia d'Auvergne, Casbah éditions, Alger, 2000[4]
- Fille de Chemora, Casbah éditions, Alger, 2005